# Здание бывшей городской думы (Гомель)
Здание бывшей городской думы (бел. Будынак былой гарадской думы) — здание в Гомеле, размещённое по адресу ул. Советская, 1.

## История
Построено в 1880-е годы (арх. Е. Торлин) из кирпича. На первом этаже размещались магазины и конторы, а на втором размещалась дума. После революции 1917 года в здании размещалась редакция газеты «Гомельская правда». С 1921 года в здании находятся два цеха фабрики «Полеспечать». В 1970 году на здании установлена мемориальная доска в честь Т. С. Бородина. В 2017 году на здании установлены мемориальные доски в честь полного кавалера ордена Славы В. Д. Ветошкина и Героя Советского Союза Т. С. Бородина, некогда работавших тут на фабрике «Полеспечать».

## Архитектура
Прямоугольное в плане 3-этажное здание (3-й этаж надстроен в 1935 году), окна второго и третьего этажа оформлены наличниками и оформлены фронтончиками. Центральная часть здания выделена лопатками. Этажи отделены кирпичным зубчатым поясом и квадратными филёнками. Углы обработаны рустованными лопатками. В декоративном оформлении здания проявились черты эклектизма.